# Sergei Tereschtschenko (Politiker)

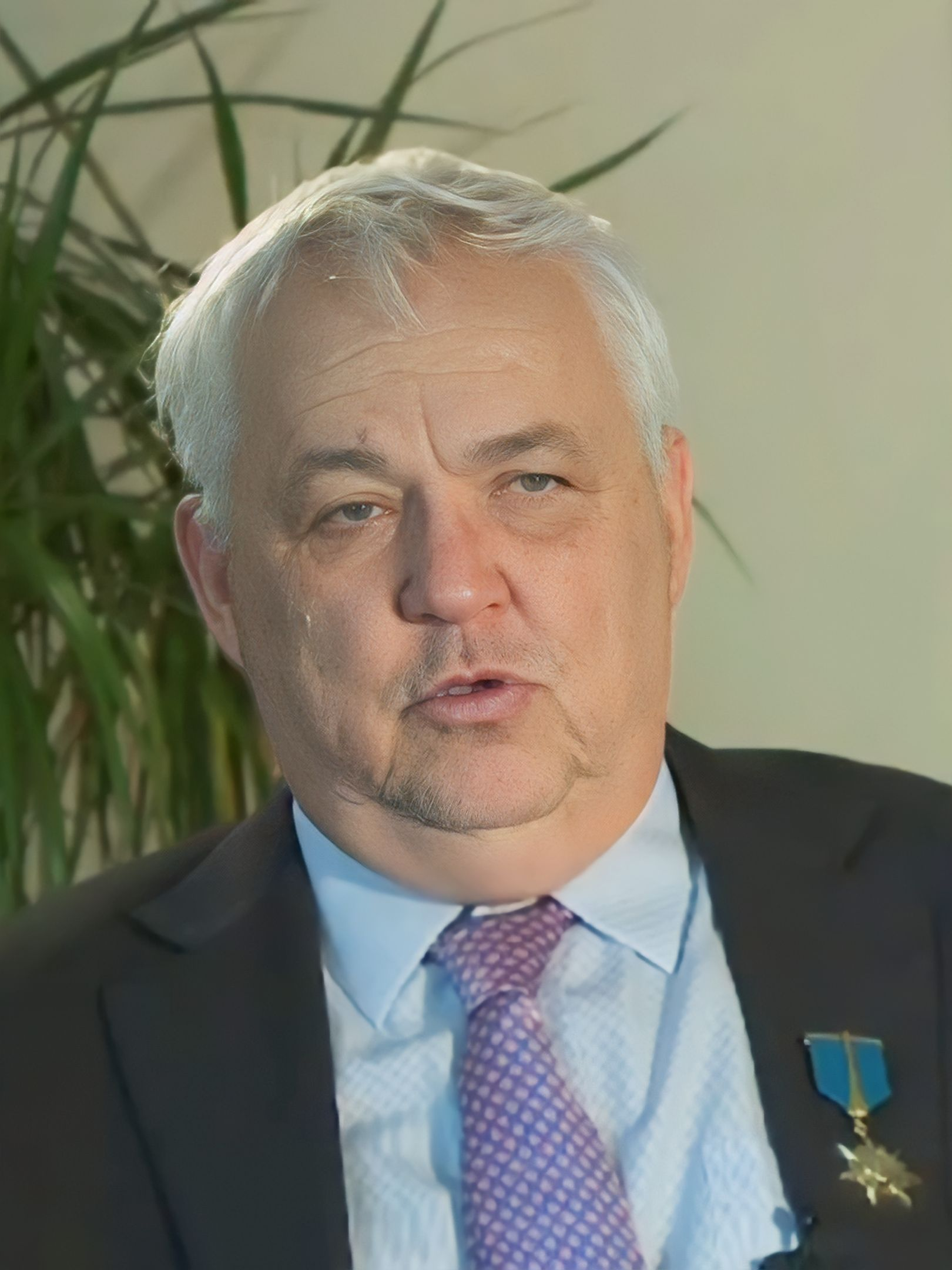
Sergei Tereschtschenko, 2016

Sergei Alexandrowitsch Tereschtschenko (russisch Сергей Александрович Терещенко; * 30. März 1951 in Lessosawodsk, Region Primorje, Russische SFSR, Sowjetunion; † 10. Februar 2023) war ein kasachischer Politiker. Er war vom 14. Oktober 1991 bis 12. Oktober 1994 der erste Premierminister Kasachstans. Im Jahre 1998 gehörte er zu den Unterstützern einer Wiederwahl von Nursultan Nasarbajew als Präsident.

## Leben
Im Jahr 1973 schloss Tereschtschenko ein Studium zum Maschinenbauingenieur am Kasachischen Landwirtschaftsinstitut ab. Als Maschinenbauingenieur wurde er im Rajon Tülkibas in Südkasachstan beschäftigt, wo er von 1976 bis 1980 als Erster Sekretär des Gebietskomitees der Komsomol Tülkibas fungierte. Von 1979 bis 1986 stieg er im Bezirksparteikomitee der Kommunistischen Partei Kasachstans über den Posten des Inspektors zum Landesparteisekretär auf. Von Juli 1986 bis November 1989 war er Leiter der Exekutive in Tschimkent. Im Jahr 1993 schloss er ein Studium der Wirtschaftswissenschaft an der Parteihochschule in Alma Ata ab und wurde zum Doktor der Parteihochschule promoviert. Im Jahr 2001 wurde er zum Mitglied der Internationalen Akademie für Informatisierung (Академик Международной академии информатизации) (МАИН) in Almaty berufen.
Von November 1989 bis Februar 1990 war er erster stellvertretender Vorsitzender des Ministerrats der Kasachischen Sozialistischen Sowjetrepublik. Von Februar bis April 1990 war er erster stellvertretender Vorsitzender des Obersten Sowjets der Kasachischen SSR. Von April bis Mai 1990 war er Vizepräsident der Kasachischen SSR. Von Mai 1990 bis Oktober 1991 war der erste Sekretär der regionalen Parteikomitees in Tschimkent und Vorsitzender des Regionalrates der Volksdeputierten. Vom 16. Oktober bis 10. Dezember 1991 war er Vorsitzender des Ministerrats der Kasachischen SSR. Von 10. Dezember 1991 bis 14. Oktober 1994 war er Ministerpräsident der Republik Kasachstan. Von 1990 bis 1991 war er Mitglied des Zentralkomitees der KPdSU.
Seit Oktober 1994 fungierte er als Vorsitzender der Stiftung „Integration“. Von 1998 bis 1999 leitete er den Wahlkampf zur Wiederwahl von Nursultan Nasarbajew. Von März 1999 bis Oktober 2002 war er Vorsitzender von Nur Otan, die zu dieser Zeit über mehr als 300.000 Mitglieder verfügte. Ab November 2002 war er Stellvertretender Vorsitzender der Ассамблея народа Казахстана (Versammlung der Völker Kasachstans) unter Nursultan Nasarbajew. Vom 15. April 2004 bis zu seinem Tod war er Vorsitzender des Verbandes der kasachischen Versicherungsunternehmen.